# شهرستان کرول (کنتاکی)
شهرستان کرول، کنتاکی (به انگلیسی: Carroll County, Kentucky) یک سکونتگاه مسکونی در ایالات متحده آمریکا است که در کنتاکی واقع شده‌است.